# Interfaz sedimento-agua

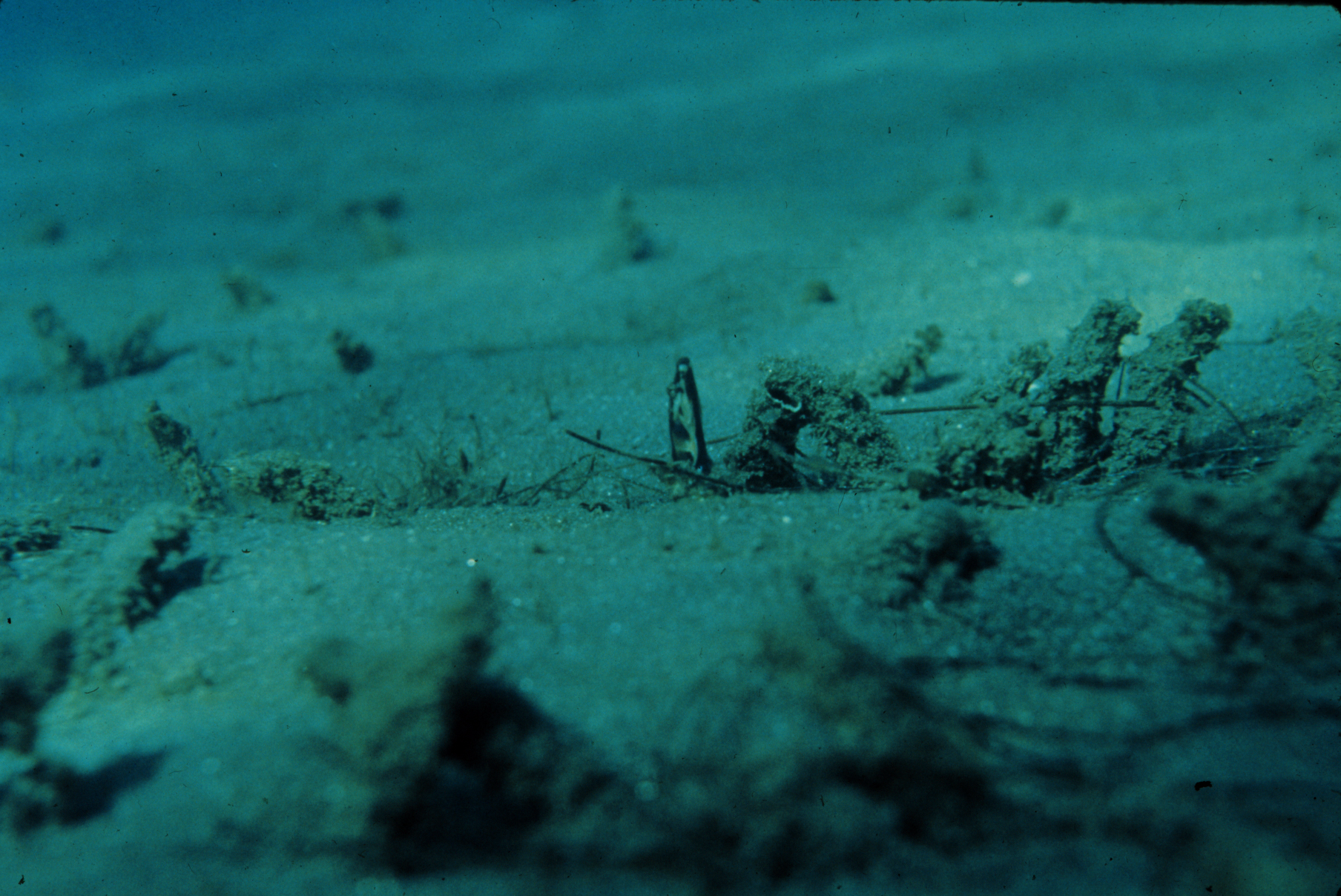
El flujo de agua oxigenada dentro y fuera de los sedimentos está mediado por la bioturbación o la mezcla de los sedimentos, por ejemplo, mediante la construcción de tubos de gusanos.

En oceanografía y limnología, la interfaz sedimento-agua es el límite entre el sedimento del lecho bentónico y la columna de agua suprayacente. El término generalmente se refiere a una delgada capa de agua (aproximadamente de 1 cm de, aunque puede ser variable) justo por encima de la superficie de los sedimentos del lecho. En el océano, los estuarios y los lagos, esta capa interacciona directamente con el agua a través de un flujo físico y  reacciones químicas mediadas por microorganismos, animales y plantas que viven en el sedimento. La topografía de esta interfaz es a menudo dinámica, ya que se ve afectada por procesos físicos (p. Ej., Corrientes que provocan ondulaciones o resuspensiones) y procesos biológicos (p. Ej., Bioturbación que genera montículos o zanjas). 

## Definición
La interfaz sedimento-agua en la columna de agua se define como el punto de ruptura en el gradiente vertical de algún componente disuelto, (como el oxígeno), donde la concentración de este componente se eleva o disminuye bruscamente en la columna de agua a comparación del sedimento. Esto puede incluir menos de 1  mm a varios cm de la columna de agua.

## Procesos físicos

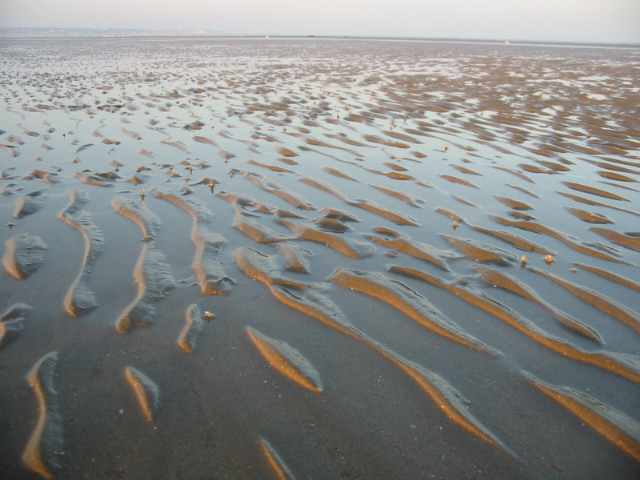
Las olas y las corrientes de marea pueden alterar la topografía de la interfaz sedimento-agua formando ondas de arena, como las que se muestran aquí que están expuestas durante la marea baja.

El movimiento físico del agua y los sedimentos alteran el grosor y la topografía de la interfaz sedimento-agua. La resuspensión de sedimentos por olas, mareas u otras fuerzas perturbadoras (p. Ej., Pies humanos en una playa) permite que el agua de los poros del sedimento y otros componentes disueltos se separen de los sedimentos y se mezclen con el agua de arriba. Para que ocurra la resuspensión, el movimiento del agua debe ser lo suficientemente fuerte como para mantener un esfuerzo cortante que sea mayor al esfuerzo cortante del lecho. Por ejemplo, un lecho muy consolidado solo se resuspendería con un esfuerzo cortante crítico alto, mientras que un  "lecho pelusa" de partículas muy sueltas se puede resuspender con un esfuerzo de corte crítico bajo.
Los procesos físicos que afectan la interfaz sedimento-agua incluyen, entre otros: 
- Resuspensión
- Deposición
- Ondulación ( ondas pequeñas o ondas gigantes )
- Corrientes de turbidez
- Consolidación del lecho

## Procesos biológicos
Las interacciones entre los sedimentos y los organismos que viven dentro de los sedimentos también pueden alterar los flujos de oxígeno y otros componentes disueltos dentro y fuera de la interfaz sedimento-agua. Los animales como gusanos, moluscos y equinodermos pueden mejorar la resuspensión y la mezcla a través del movimiento y la construcción de madrigueras. Los microorganismos como algas bentónicas pueden estabilizar los sedimentos y mantener la interfaz sedimento-agua en una condición más estable mediante la construcción de esteras o tapetes micrbianos . El efecto estabilizador de estas alfombrillas de microalgas se debe en parte a la adherencia de las sustancias exopoliméricas (EPS) o al "pegamento" bioquímico que secretan.
Los procesos biológicos que afectan la interfaz sedimento-agua incluyen, entre otros: 
- Bioturbación
- Biopelículas
- Uso bacteriano de diferentes "alimentos" químicos (ver Reacciones redox )
- Remineralización de carbono orgánico y detritos.